# Rugaruga

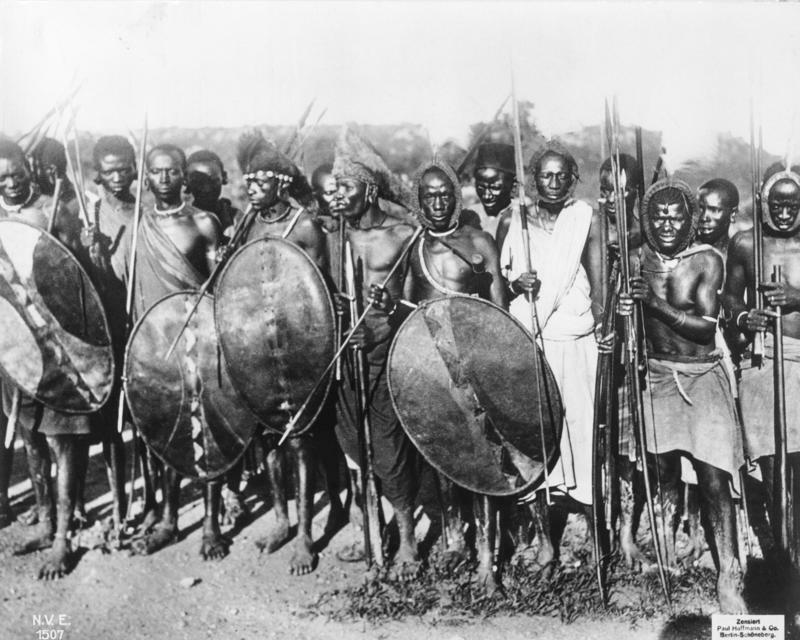
Einheimische Hilfstruppen in Deutsch-Ostafrika, 1914

Rugaruga (auch Ruga-Ruga) war die Bezeichnung für unterschiedliche Arten von afrikanischen bewaffneten Kräften in Ostafrika im 19. und frühen 20. Jahrhundert. 

## Die Rugaruga des Mirambo
Bekannt wurden die Rugaruga ab 1860 als Truppe des Nyamwezi-Führers Mirambo im Westen des heutigen Tansania. Mirambo hatte als Händler im Karawanenhandel mit Sklaven und Elfenbein zwischen dem Kongo und der ostafrikanischen Küste ein Kapital gesammelt, das er in die Ausrüstung einer Armee steckte. Dazu sammelte er eine Truppe von Rugaruga, die als junge Männer ohne soziale Bindungen, häufig ehemalige Sklaven oder weggelaufene Träger von Handelskarawanen  beschrieben werden. Mirambo stattete sie mit Vorderladergewehren aus und eroberte für sich die Königswürde des Nyamwezivolkes, die er von 1860 bis zu seinem Tode 1884 innehatte. Die Rugaruga waren seine gefürchtete Truppe, mit der er seine Macht ausweitete.

## Rugaruga als regionale Krieger
Die Bezeichnung Rugaruga wurde so populär, dass sie in weiterem Sinne als Name für die Soldaten eines örtlichen Herrschers in Ostafrika verwandt wurde.

## Milizen der Kolonialmächte
In der Kolonialzeit bezeichnete man damit auch irreguläre Hilfstruppen, die von Dorfgemeinschaften oder Häuptlingen den Kolonialstreitmächten von Fall zu Fall zur Verfügung gestellt wurden. Eine der ersten europäischen Expeditionen, an der Rugaruga teilnahmen, war die Ostafrikareise von Paul Reichard 1880–1884. Rugaruga waren, anders als die Askaris, kein Bestandteil der regulären Kolonialarmeen wie beispielsweise der deutschen Schutztruppe. Ihre Bewaffnung bestand in der Regel aus Gewehren älterer Bauart, bisweilen auch nur aus Speeren sowie Pfeil und Bogen. Zur Kenntlichmachung trugen sie Uniformteile oder lediglich farbige Bänder und Aufnäher. Rugaruga wurden unter dieser Bezeichnung sowohl auf britischer wie auch auf deutscher Seite im Ersten Weltkrieg in Ostafrika eingesetzt.

## Rugaruga als ländliche Ordnungskräfte
Nach dem Ersten Weltkrieg war Rugaruga dann eine Bezeichnung für ländliche Polizisten sowie dem kolonialen „Chief“ unterstehende Ordnungskräfte.